# Scopula canularia
Scopula canularia är en fjärilsart som beskrevs av Herrich-Schäffer 1870. Scopula canularia ingår i släktet Scopula och familjen mätare. Inga underarter finns listade.